# Hanifolket

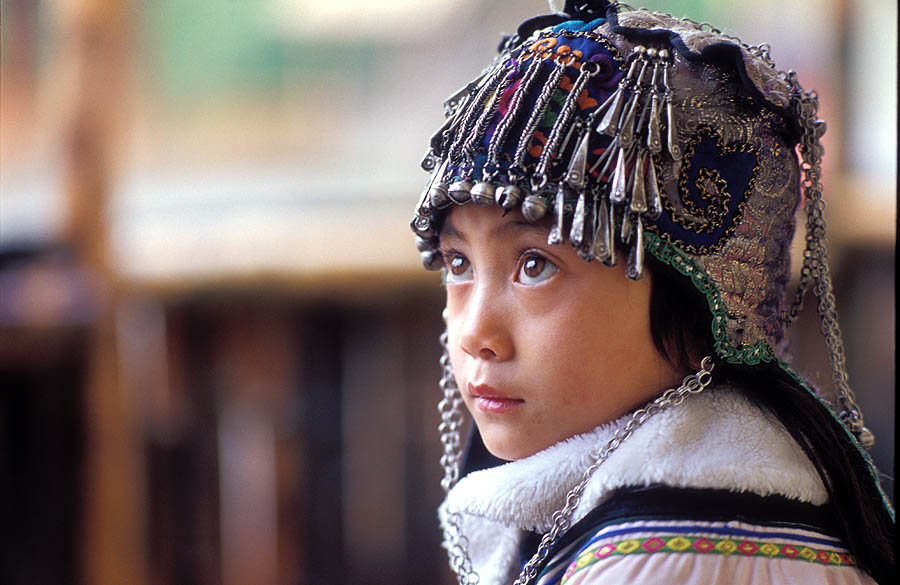
Haniflicka med huvudbonad.

Hanifolket eller Akha (hanispråket: Haqniq; kinesiska: 哈尼族|p, Hānízú; vietnamesiska: Người Hà Nhì), är en av Kinas 56 etniska minoriteter. År 2000 bodde 1 439 673 av dem i Kina, mestadels i provinserna Yunnan och Guizhou. Det finns också ca 17 500 hanier i Vietnam och Laos.
Deras språk tillhör de tibetoburmanska språken. 
En del av hanifolket lever i bergen i Yunnanprovinsen i den sydligaste delen av Kina. Där har de enligt urgamla metoder plöjt risterrasser som slingrar sig som låga och breda trappsteg våning efter våning upp mot himlen. I årtusenden har delar av hanifolket levt isolerade i Ailao- och Wuliangbergen. De utvandrade för omkring 2 500 år sedan från Tibet. En annan del av hanierna bor i stora urskogar, som i samspel med bergen bidrar till att bilda ett stabilt, fuktigt klimat, som är perfekt för risodling. 
Kineserna betraktar hanifolket som efterblivet och primitivt. Under Kinas ettbarnspolitik hade hanifolket som minoritet fördelen att de fick tillstånd att ha två barn, medan kineserna endast fick ha ett barn.
En del legender berättar att hanifolket hör till de första risodlarna i Asien, andra menar att just dessa har uppfunnit terrassodlingen. Detta var en uppfinning som förändrade hela den ekonomiska utvecklingen i Sydostasien. Enligt deras egna berättelser var den en buffel som sändes ned från himlen, som lärde dem att odla upp de branta sluttningarna. Himmelsguden instruerade buffeln i hur den skulle lära hanifolket att bygga terrasser och odla ris. Tyvärr mindes buffeln fel, varför människorna fortsatte att svälta. Därför blev buffeln tvungen att stanna permanent på jorden för att hjälpa hanierna med att bearbeta bergen. En buffel kostar lika mycket som ett hus. 
Innan levde hanierna ett nomadliv, men förvandlades i bergen till mästare på att planera, samarbeta och utnyttja varenda vattendroppe till sina fält. Vattnet sankas upp i byarna högt uppe i bergen och leds genom kanalsystem ut till de olika fälten, av vilka de översta ligger på knappt 2000 meters höjd. Deras terrasser bredde ut sig på allvar under Mingdynastin. 
Ofta samarbetar hanifolket med sina grannar, som exempelvis yifolket. 
Migun, som är ett slags shaman, fungerar som hanifolkets budbärare till makterna i himlen. Hans ämbete går ibland i arv i samma familj. Andra gånger väljs en migu p.g.a. att han har egenskaper som betraktas som extra positiva. Det är migun som avgör vilket berg som nästa gång skall bearbetas till terrasser. 